# Comté des Pyrenees
Le comté des Pyrenees est une zone d'administration locale dans le centre du Victoria en Australie. Il est situé sur la Western Highway. Il résulte de la fusion en 1994 des comtés d'Avoca, de Lexton et de Ripon.
Le comté comprend les villes de Beaufort et Avoca.